# کوبین
کوبین (به لاتین: Kubin) یک منطقه مسکونی در جمهوری آذربایجان است که در شهرستان ماساللی واقع شده‌است. کوبین ۵۶۱ نفر جمعیت دارد.

## ریشه واژه
کو در زبان تالشی همان کوه در زبان فارسی است و بین یا بن به‌معنی پایین است و کوبین یا کوبن یعنی روستایی که در پایین کوه قرار دارد.